# Saint Georges et le Dragon (Le Tintoret)
Pour les articles homonymes, voir Saint Georges et le Dragon.
Saint Georges et le Dragon est une peinture à l'huile sur toile (157,5 × 100,3 cm) du peintre italien Le Tintoret, datable d'environ 1560,  acquise par le collectionneur anglais William Holwell Carr, qui l'a léguée à la National Gallery de Londres, où elle est maintenant accrochée. 

## Histoire
L'ouvrage est rappelé par Carlo Ridolfi, biographe du Tintoret comme « une pensée très reconnaissante à  saint Georges tuant le Dragon, avec la fille du Roi qui a peur et s’enfuit ».
Bien que le tableau ait été conçu comme un retable (dimensions), il se peut qu'il ait toujours été conservé dans un cadre domestique privé, probablement une chapelle de famille.
Il a été vu en 1648 au palais Correr, à Venise, bien qu'on ne sache pas s'il a été peint pour la famille Correr ou non.

## Description et style
La légende raconte comment la ville de Trabzon en Anatolie ou, selon d'autres sources Silène en Libye, est terrorisée par un dragon ; les habitants ont été contraints de lui fournir un approvisionnement en victimes tirées au sort. La fille du roi a été choisie et envoyée à la mort habillée en épouse. Avec la promesse des habitants de la ville de se convertir au christianisme si le dangereux dragon est tué, saint Georges, présent par hasard, prend en charge l'entreprise, tue la dangereux bête et libère la fille du souverain.
Scène très populaire à la Renaissance, car elle permet de mettre en scène des idéaux chevaleresques, elle est imaginée par le Tintoret avec une mise en scène très originale, qui privilégie ses aspects plus dramatiques et théâtraux. La princesse est au premier plan qui, fuyant le monstre, s'enfuit vers le spectateur, tandis que le vent souffle dans son manteau rose, attaché à une épaule et à la taille, et produit une draperie expressive : cela sert à souligner le sens du mouvement et l'énergie. On ne peut exclure que l'accent mis sur les vêtements dans ses œuvres par Tintoret soit lié à sa fréquentation, enfant, de la teinturerie de son père, où des tissus fraîchement colorés étaient mis à sécher au soleil, ondulant dans des formes diverses et intéressantes.
Derrière, sur une colline, le saint, chevauchant un cheval blanc, enfonce sa lance dans la gueule de la bête ; un mort, l'une des dernières victimes du dragon, est allongé au plan intermédiaire et a une pose qui rappelle celle de la crucifixion, symbolisant les dangers du mal contre le christianisme, et peut-être un avertissement que sa mort serait vengée.
En arrière-plan s'élèvent les murs solennels de la ville, au bord de la mer et, dans le ciel, un flamboiement lumineux accompagne l'apparition d'une figure divine bénissant, pour souligner l'orchestration de Dieu dans l'acte de salut. Selon la Contre-Réforme, en effet, l'accent doit être mis sur l'aspect divin, source de la puissance du chevalier, plutôt que sur l'héroïsme de son entreprise.
De manière inhabituelle, le protagoniste vers lequel converge le regard du spectateur n'est pas le saint, mais la femme, grâce à la tache dense de couleur rose intense de la draperie, notamment en contraste avec l'obscurité du sol sur lequel elle se déroule et le ton bleu de sa robe. La pose de la femme, inclinée à droite de sa course, est équilibrée à gauche par un tronc d'arbre également incliné, qui a également pour rôle de guider ultérieurement l'œil du spectateur vers le deuxième plan et l'arrière-plan, attiré par la mandorle lumineuse qui émane des nuages. Le point de vue du bas accentue encore ce balayage spatial, également aidé par la répétition des couleurs de la robe de la femme : bleu dans le pagne du mort, rose dans le pantalon de saint Georges.
Le Tintoret utilise des touches de couleur denses et étalées de manière sommaire, qui se recomposent au mieux en regardant le tableau de loin. Dans certains domaines, comme le ciel et les murs, il utilise sa technique « réduite », d'une grande modernité, mais qui pouvait apparaître à ses contemporains comme un signe d'abandon.